# 谢丹卡河
谢丹卡河（俄语：Река Седанка）或先锋河（俄语：Река Пионерская）是滨海边疆区符拉迪沃斯托克城区的河流，源起穆拉维约夫-阿穆尔斯基半岛中央山脉，由大先锋河和小先锋河汇流而成，河上有先锋水库，注入阿穆尔湾。水库溢出会发生洪水。

## 引用
1. ↑  А·П·穆拉诺夫. . 列宁格勒: 气象出版社. 1966 （俄语）.
2. ↑  . 列宁格勒: 气象出版社 （俄语）.
3. ↑  Т·А·基谢尔科瓦娅. . 列宁格勒: 气象出版社. 1977 （俄语）.
4. ↑  . www.arsvest.ru.   [2019-05-04]. （原始内容存档于2021-12-26） （俄语）.